# Esposizioni sopra la Commedia
Le Esposizioni sopra la Commedia (o Comedia nel linguaggio più antico) si intende il commento che Giovanni Boccaccio tenne nel 1373 presso la chiesa di Santo Stefano a Badia a Firenze dei primi diciassette canti dell'Inferno dantesco.

## Storia

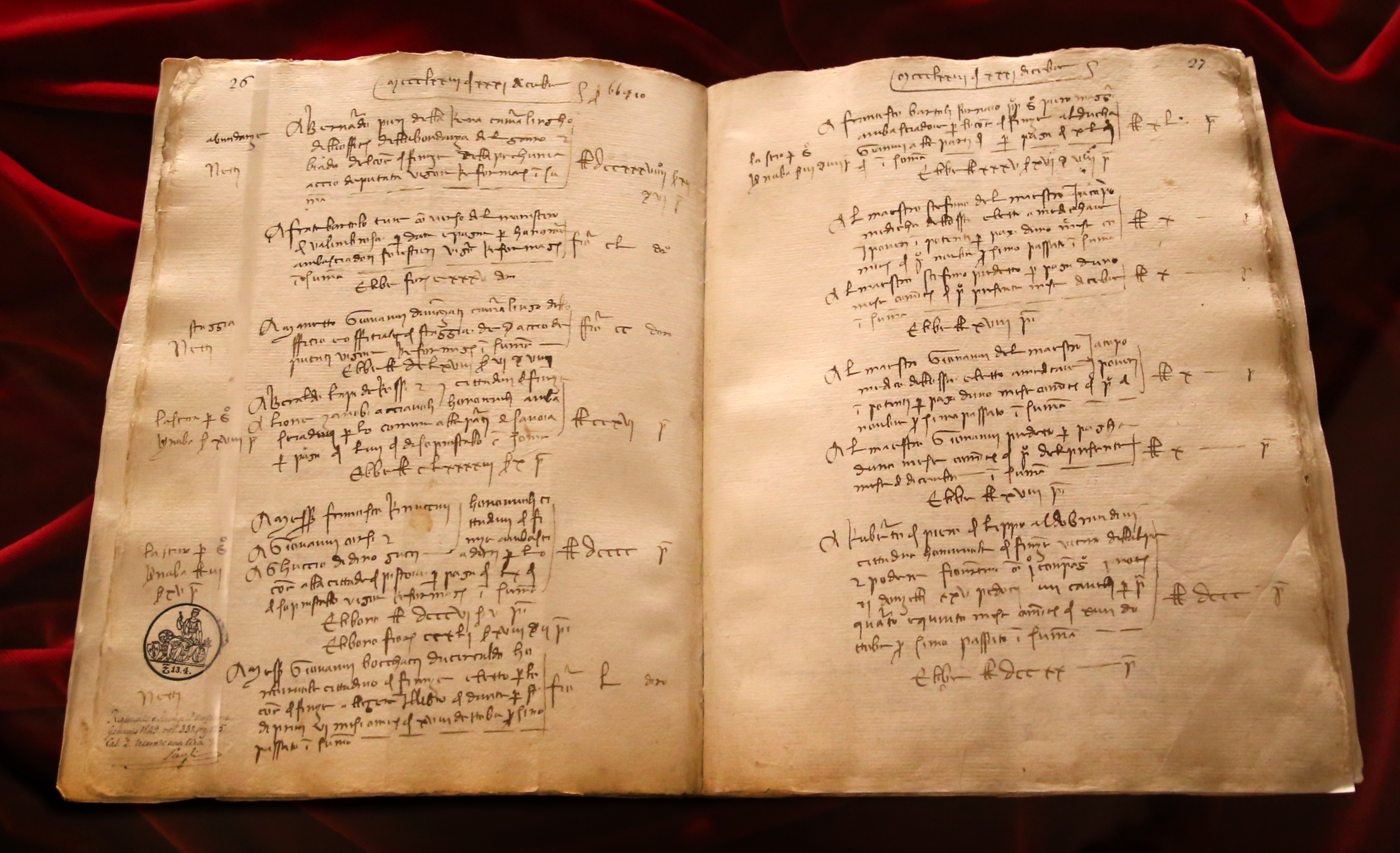
Documento con la registrazione del compenso a Boccaccio per la sua lectura dantis, 1373, BNCF

### Premessa
Giovanni Boccaccio, oltre che celebre autore del Decameron e fondatore del movimento umanista insieme a Francesco Petrarca, fu un appassionato cultore della memoria dantesca. Fin dalla prima infanzia, grazie alla matrigna Margherita e alla madre di lui, Filippa de' Mardoli, Giovanni Boccaccio ebbe modo di conoscere l'opera dantesca e la storia di amore tra il poeta e Beatrice, il che suscitò in lui una grande passione verso il conterraneo, tanto da imitare quest'ultimo nello stile e nelle tematiche in varie opere degli anni a venire (per esempio l'Amorosa visione). Inoltre, Boccaccio fu anche un appassionato filologo, copiando di propria mano tre codici della Divina Commedia e facendosi divulgatore del patrimonio letterario dantesco presso i fiorentini.

### L'occasione
Quando alcuni fiorentini chiesero nel 1373 ai Priori delle Arti e al Gonfaloniere di Giustizia di far sì che si tenessero delle lezioni sulla Commedia, questi ultimi proposero a Boccaccio, il 25 agosto, di tenere delle lezioni presso la chiesa di Santo Stefano a Badia. Benché minato nel fisico (soffriva di scabbia e idropisia), Boccaccio accettò e a partire dal 23 ottobre cominciò a tenere delle lecturae dantis in quella chiesa, ovviamente stipendiato dal Comune fiorentino, tutti i giorni tranne quelli festivi. Purtroppo l'esperienza durò non molto in quanto la salute del Boccaccio ebbe un tracollo e, nei primi mesi del 1374, si interruppe al XVII canto dell'Inferno. Si suppone inoltre che l'interruzione fu dovuta anche ad alcune polemiche sorte alla natura stessa del commento del Boccaccio, volto più alla divulgazione che ad una correttezza esegetica dei singoli versi.

## Critica boccacciana
Le Esposizioni sono rimaste, dunque, un'opera incompiuta, «allo stato di abbozzo, di opera in fieri», ma testimoniano l'attenzione vivissima del Boccaccio verso i dettagli eruditi, lo studio e l'interpretazione dei singoli versi e lo scioglimento dei nodi più oscuri, anche se talvolta sbagliando nell'opera di esegesi. Il commento boccacciano comunque è importante perché in esso:
(Nocita)